# IMF债券
IMF债券是指国际货币基金组织（基金组织）向成员国及其中央银行发行的债券。债券本金将以特别提款权（基金组织的计账单位）计价。特别提款权由一篮子货币组成，包括美元、欧元、日元和英镑。每季度按正式的特别提款权利率（是这些货币3个月的加权平均利率）支付利息。

## 历史
2009年7月1日，国际货币基金组织（基金组织）执行董事会批准一个向成员国及其中央银行发行债券的框架。
2009年7月20日，国际货币基金组织（基金组织）执董会支持分配相当于2500亿美元的特别提款权（SDR），通过补充基金组织186个成员国的外汇储备向全球经济体系提供流动性。
2009年8月13日，基金组织理事会正式批准2500亿美元的特别提款权普遍分配。
2009年8月28日，此项IMF债券的特别提款权分配正式生效。

## 期限
IMF债券的最长期限为五年，与基金组织备用安排和灵活信贷额度安排下的贷款最长期限一致。

## 意义和影响
IMF债券将进一步加强基金组织迅速向成员国提供所需资金援助的能力.
IMF债券志着基金组织能在面临挑战和不确定的形势下继续有效回应成员国的需要方面向前迈进了一大步。
特别提款权普遍分配是对全球危机采取合作性多边回应措施的重要范例，在当前困难时期为基金组织成员国提供了重大支持。

## 外部連結
- 国际货币基金组织官方中文网站（页面存档备份，存于）（简体中文）